# Гајза
Гајза (њем. Geisa) град је у њемачкој савезној држави Тирингија. Једно је од 61 општинског средишта округа Вартбург. Према процјени из 2010. у граду је живјело 4.757 становника. Посједује регионалну шифру (AGS) 16063032.

## Географски и демографски подаци
Гајза се налази у савезној држави Тирингија у округу Вартбург. Град се налази на надморској висини од 318 метара. Површина општине износи 71,8 km². У самом граду је, према процјени из 2010. године, живјело 4.757 становника. Просјечна густина становништва износи 66 становника/km².